# Thymbra sintenisii
Thymbra sintenisii ist eine Pflanzenart aus der Familie der Lippenblütler (Lamiaceae). Sie ist in der Türkei und im Irak beheimatet.

## Beschreibung
Thymbra sintenisii ist ein kleiner, aufrechter Strauch mit Wuchshöhen von 20 bis 30 Zentimeter. Die vierkantigen Zweige sind in den oberen Bereichen dicht behaart mit kurzen, abstehenden oder rückwärtsgerichteten Trichomen, verkahlen dagegen im unteren Bereich.
Die sitzenden, lanzettlichen Laubblätter sind bis 23 Millimeter lang und bis 5 Millimeter breit. Sie besitzen eine deutlich ausgeprägte Mittelrippe und eine dichte Punktierung mit kugeligen, rötlichen Drüsen. Bis auf den oft in der unteren Hälfte bewimperten Spreitenrand sind die Blätter unbehaart. In den Blattachseln stehen Kurztriebe mit dachziegelig gehäuften, schuppenförmigen Blättern.
Die Blütezeit liegt zwischen Juni und September. Die 20 bis 50 Millimeter langen Blütenstände bestehen aus mehr oder weniger zusammengedrängten Scheinquirlen. Sie enthalten laubblattähnliche, aber spitzere, zur Hälfte zum Blattgrund hin gewimperte Tragblätter, die selten Haare auf der Blattunterseite tragen. Die Vorblätter, in deren Achseln die Blüten sitzen, sind immer schmäler als die Tragblätter, lanzettlich und am Rand vollständig bewimpert. Die sitzenden Blüten sind zygomorph. Der 4,5 bis 6,5 Millimeter lange Kelch ist mit kugeligen Drüsen bedeckt, am Grund gering behaart, im Querschnitt trapezförmig und zur Fruchtreife geschlossen. Er ist auf der Ventralseite mit zwei deutlich ausgeprägten Längsrippen versehen, die aus den beiden unteren Kelchzähnen austreten, auf der Dorsalseite ragt nur die Längsrippe des mittleren Kelchzahns bis an die Spitze. Die drei Zähne der Kelch-Oberlippe sind unter 0,5 Millimeter lang und etwas kürzer als die beiden Zähne der Unterlippe. Die 10 Millimeter messende, cremefarbene Krone besitzt zwei 3,5 Millimeter lange Lippen; die dreilappige Unterlippe ist nach unten gebogen; die ungeteilte Oberlippe ist gekerbt, behaart und außen durch kugelige Drüsen gepunktet. Die Staubblätter ragen aus der Kronröhre heraus. Die Narbe ist zweispaltig mit gleichen Ästen.
Die ellipsoiden Klausen messen 1,2 × 1,4 Millimeter.
Die Chromosomenzahl beträgt 2n = 30.
Thymbra sintenisii enthält ätherische Öle der aromatischen Stoffgruppe der Phenole.

## Vorkommen
Das Verbreitungsgebiet von Thymbra sintenisii befindet sich im Taurusgebirge und in der historischen Region Kurdistan (über den Südosten der Türkei bis in den Norden Iraks). Thymbra sintenisii wächst auf kalkhaltigen, dolomitischen, sandigen Böden, auf aus Kies oder Geröll bestehendem Konglomerat und auf Braunerden in Höhenlagen von 500 bis 1300 Meter. Der Lebensraum befindet sich in Wäldern mit der Kalabrischen Kiefer (Pinus brutia) oder mit der Gall-Eiche (Quercus infectoria).

## Systematik und Forschungsgeschichte
Die Erstbeschreibung von Thymbra sintenisii erfolgte 1912 durch Joseph Friedrich Nicolaus Bornmüller und Georges Vincent Aznavour. Die Art ist nach dem deutschen Botaniker Paul Ernst Emil Sintenis benannt, dem Sammler des Holotypus.
Innerhalb Thymbra sintenisii werden zwei Unterarten anerkannt:
- Thymbra sintenisii Bornm. & Azn. subsp. sintenisii: die Laubblätter sind 23 × 5 Millimeter groß mit kurzen und wenig abstehenden Wimpern. Die Tragblätter sind kleiner als die Laubblätter und selten behaart. Die Vorblätter sind kurz bewimpert und überragen den 4,5 bis 5,5 Millimeter langen Kelch wenig. Die Krone ist bis 8 Millimeter lang. Diese Unterart ist in der historischen Region Kurdistan, also der südöstlichen Türkei und dem nördlichen Irak verbreitet.[3]
- Thymbra sintenisii subsp. isaurica P.H.Davis: die Laubblätter sind 16 × 2,5 Millimeter groß, schmaler, lang bewimpert. Die Tragblätter sind 9 × 2 Millimeter groß, lang bewimpert, oft auf der Unterseite behaart, Die Vorblätter sind größer als bei subsp. sintenisii und kurz sowie lang bewimpert. Der Kelch ist 4,5 bis 6,5 Millimeter lang. Die Krone kann bis 10 Millimeter lang werden. Diese Unterart wächst an Felshängen und in Schwarzkiefernwäldern in Höhenlagen von 1000 bis 1350 Meter.[1] Sie hat ein erheblich kleineres Verbreitungsgebiet als die nominotypische Unterart und ist auf das Taurusgebirge in der Provinz Antalya beschränkt. Die Unterart wurde 1980 erstveröffentlicht[4] und ist nach der historischen Bezeichnung dieser Region, Isaurien, benannt.